# Тондо

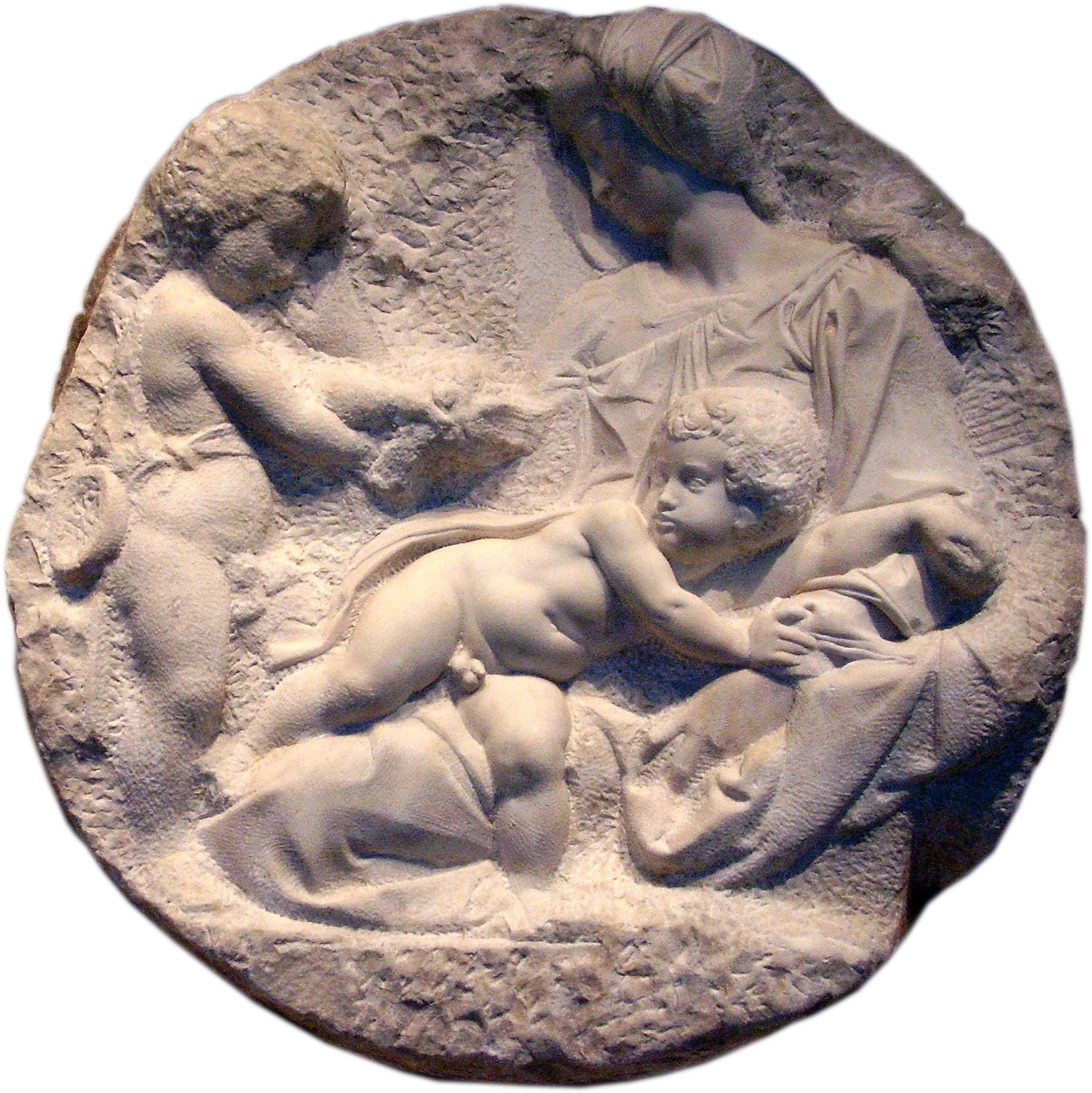
Мікеланджело. «Мадонна Таддея», 1504/06. Королівська академія мистецтв, Лондон

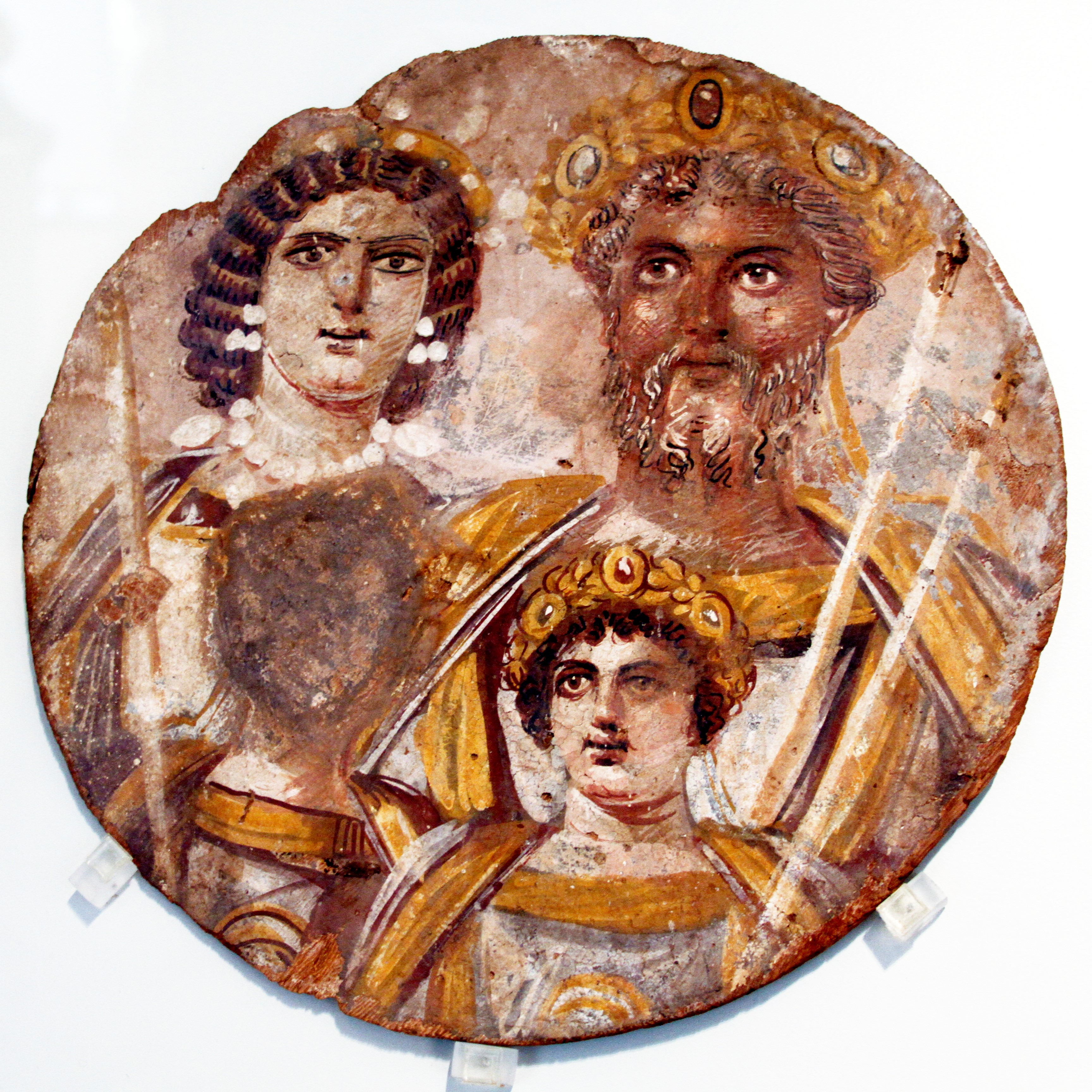
Тондо з зображенням Септимія Севера, його дружини Юлії Домни та дітей — Ґети і Каракалли. Після вбивства Ґети Каракаллою зображення Ґети були знищені (див. Damnatio memoriae). Темпера на деревині, Державний музей, Берлін

То́ндо (скорочене від італ. rotondo — круглий) — зазвичай картина або інше зображення, наприклад, в кераміці, круглої форми. Розписані тондо вперше з'явились в добу розквіту давньогрецького вазопису.

## Історія
В мистецтві закріпилося два специфічні терміни, пов'язані з італійським словом rotondo:
- тондо — скорочення від ro-tondo у живописі,
- ротонда — центрична кругла споруда в архітектурі. Визначними зразками ротонди в архітектурі на землях України є Горянська ротонда та костел Св. Йосипа в Підгорецькому замку — ротонда 12 метрів в діаметрі.

Тондо вважається художниками досить важкою формою, бо потребує майстерного володіння композицією, що не дуже розповсюджене навіть серед визначних майстрів. Але популярність форми в добу італійського Відродження спонукала багатьох художників звертатися саме до неї. Серед тих, хто використовував тондо:
- Босх
- Фра Анжеліко
- Доменіко Венеціано
- Доменіко Гірляндайо
- Філіппіно Ліппі
- Лоренцо ді Креді
- Сандро Боттічеллі

Справжнім майстром створення гармонійних композицій тондо був Рафаель Санті, хоча створив їх тільки три. Шедеврами визнають і композиції Мікеланджело — тондо «Свята Родина» (Мадонна Доні) у живописі та тондо «Мадонна Пітті», «Мадонна Таддея» в скульптурі.

## Сучасні представники тондо
- Войцех Фангор[en]
- Лі Ленарт[1]
- Роберт Шаберль[de]
- Ганс Герберт Гартвіг[de]
- Гері Ленг[2]
- Трейсі Мелтон[3]
- Ігор Калінаускас

## Галерея

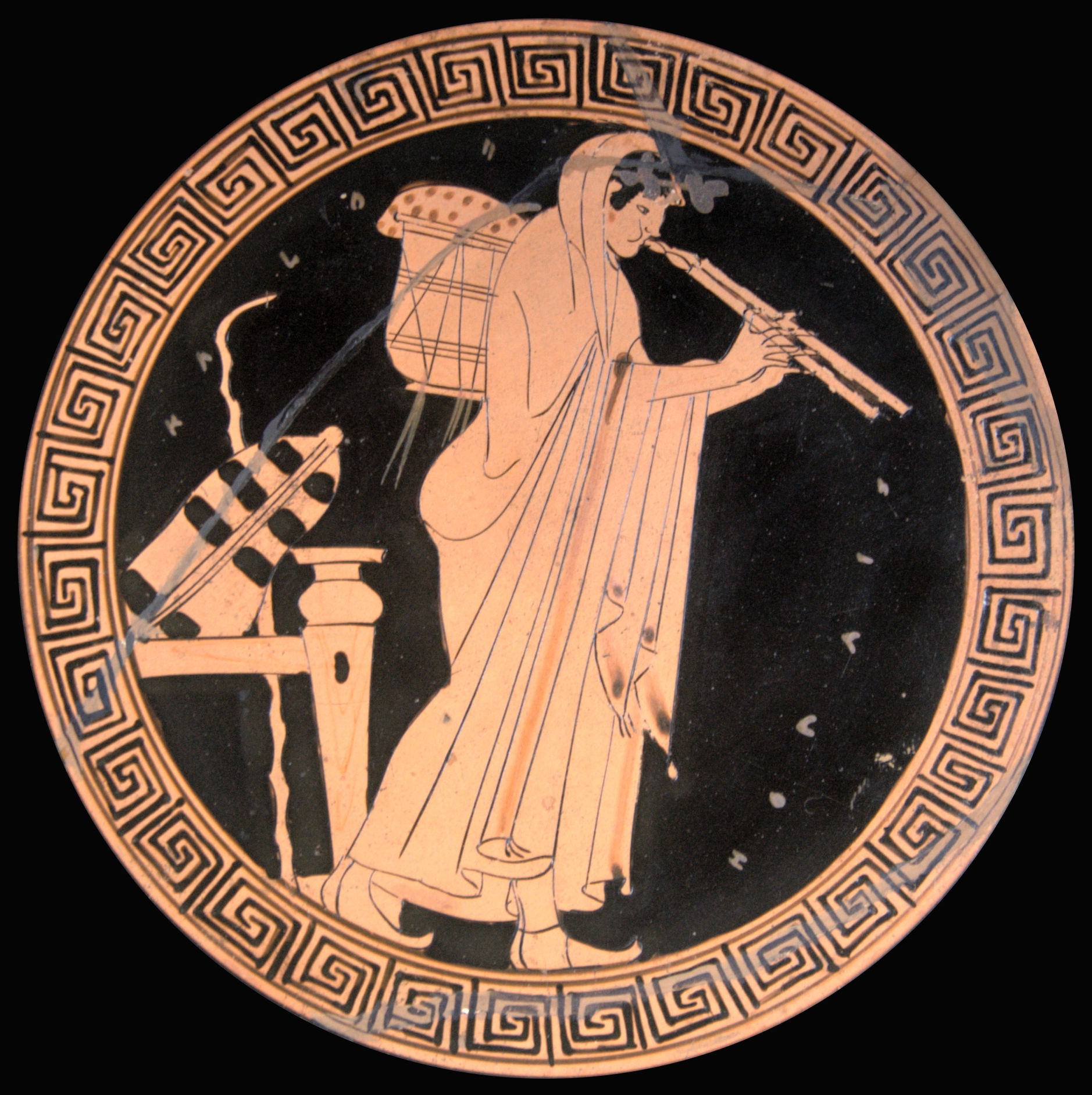
Жінка грає на авлосі. Червонофігурний кілікс, V століття до н. е., Вазописець Брига
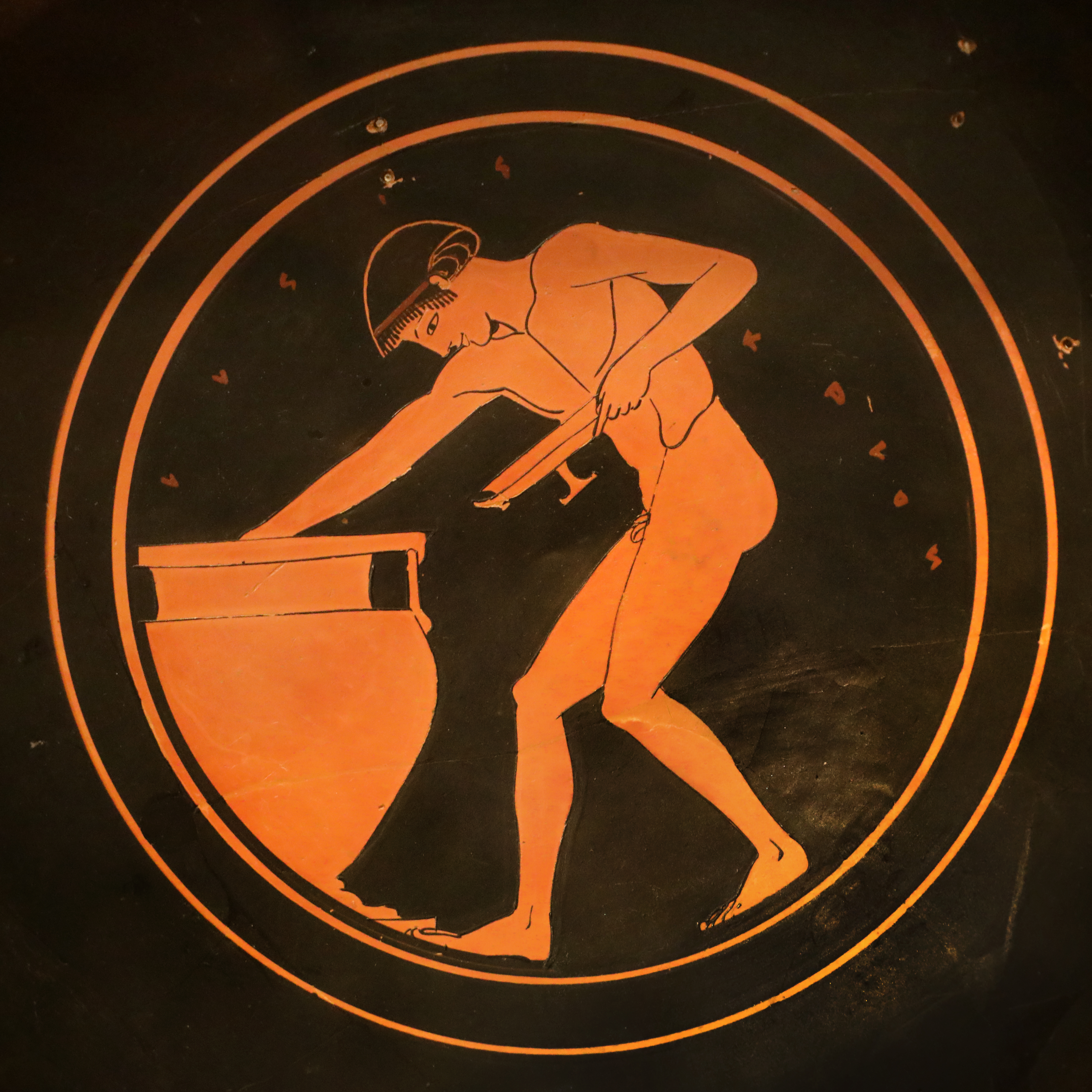
Молодик, кратер, 490–480 до н. е., Афінський музей
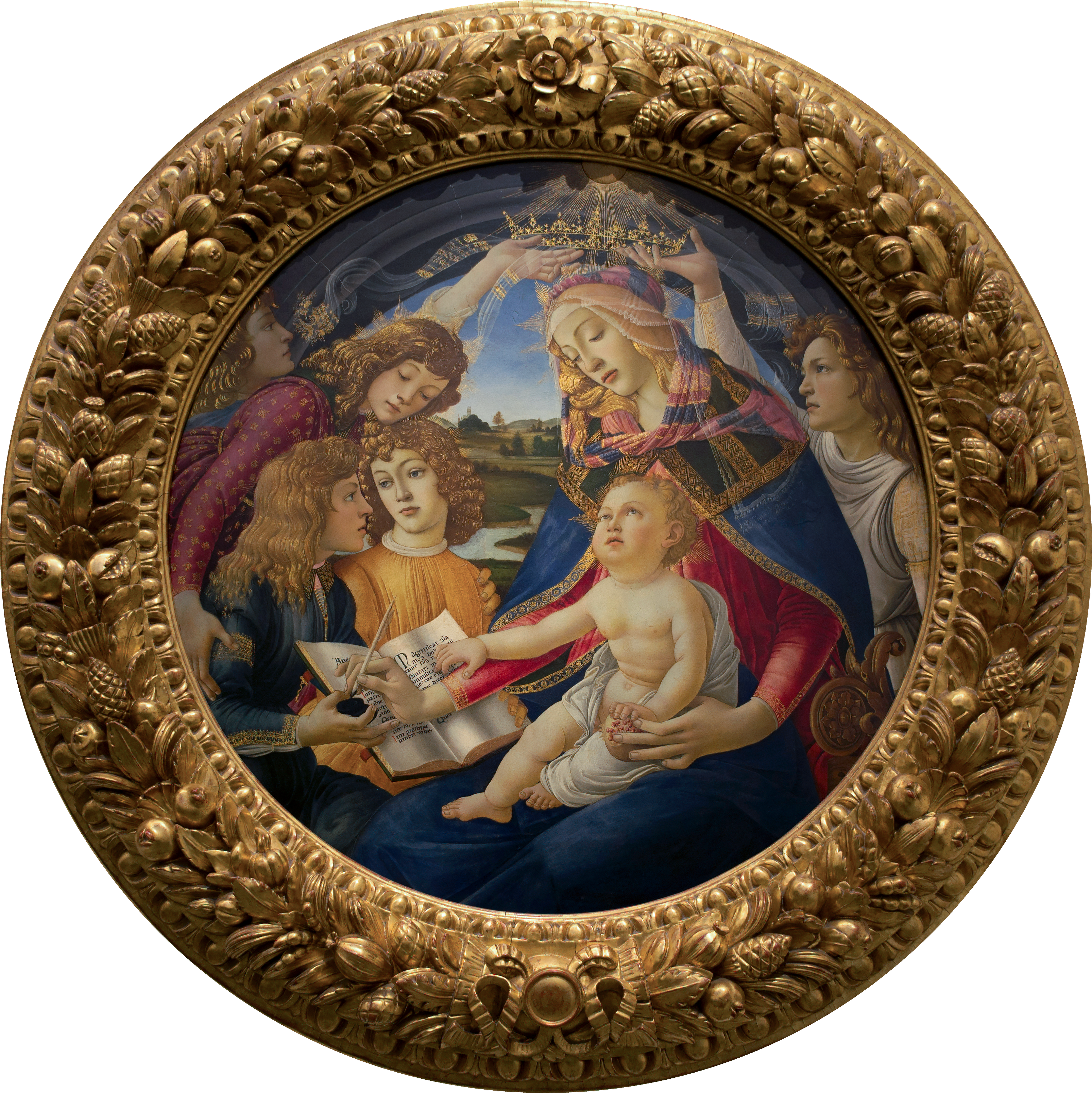
Сандро Ботічеллі, «Магніфікат»
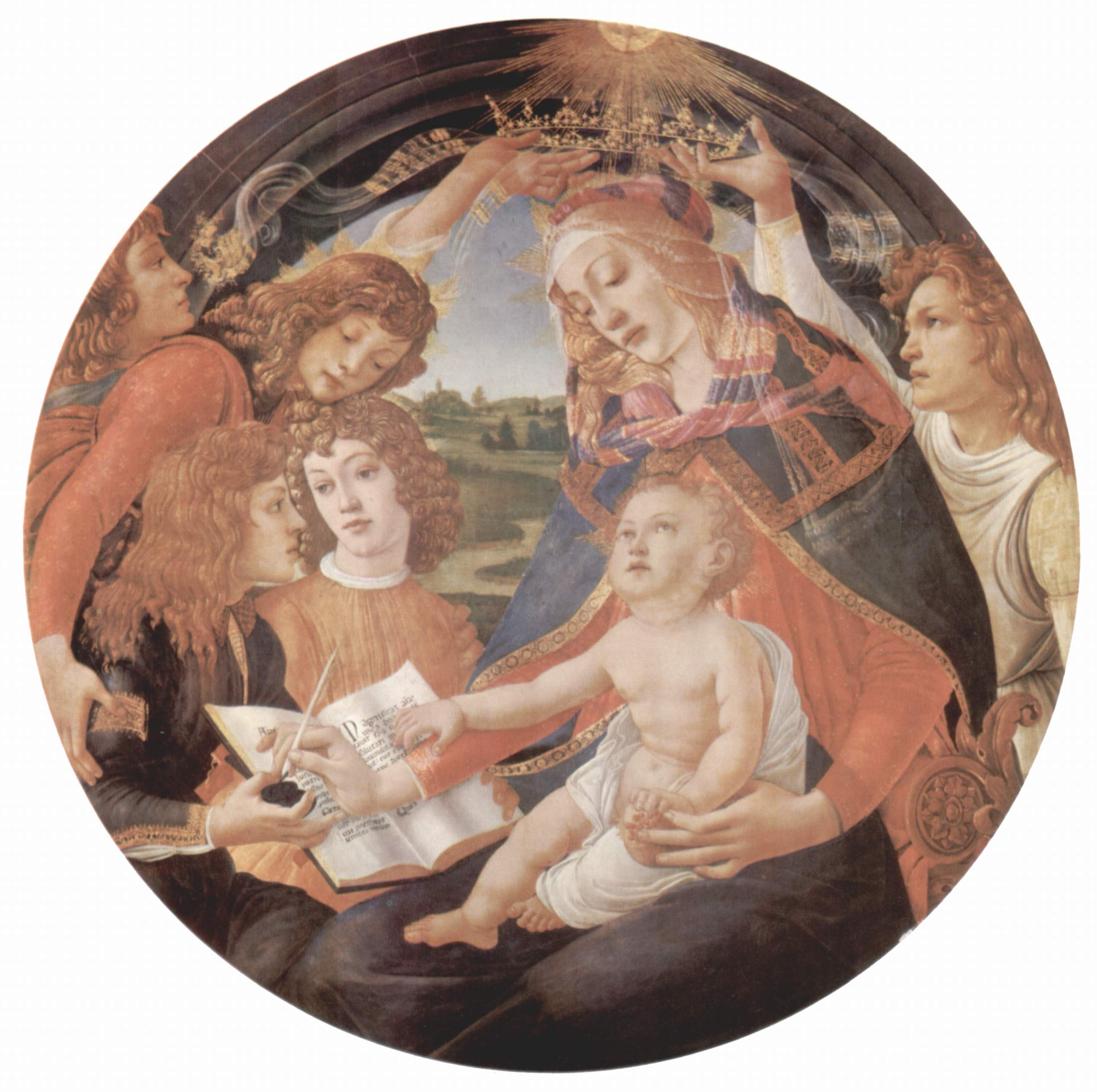
Сандро Ботічеллі, «Магніфікат»
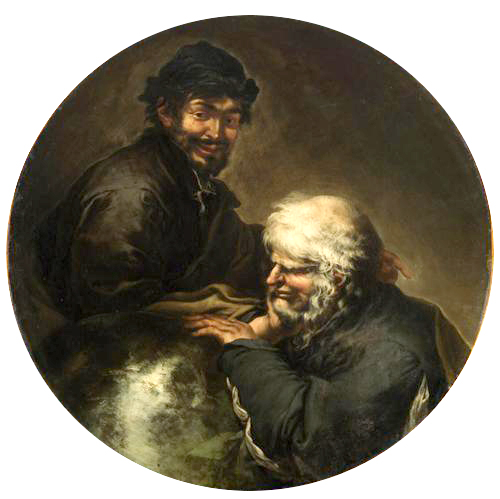
Сальватор Роза: «Геракліт і Демокріт»
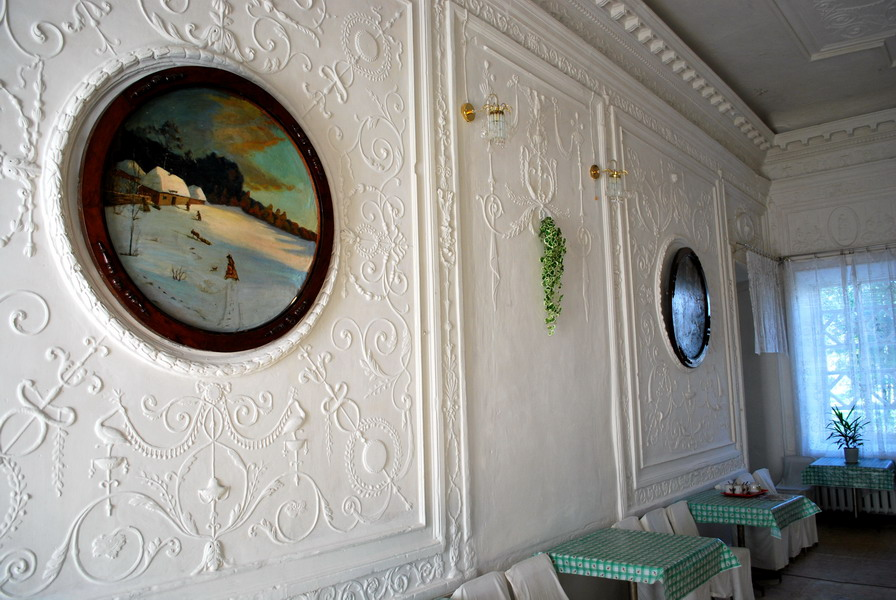
Використання форми тондо з пейзажними мотивами в палаці садиби Вишеньки
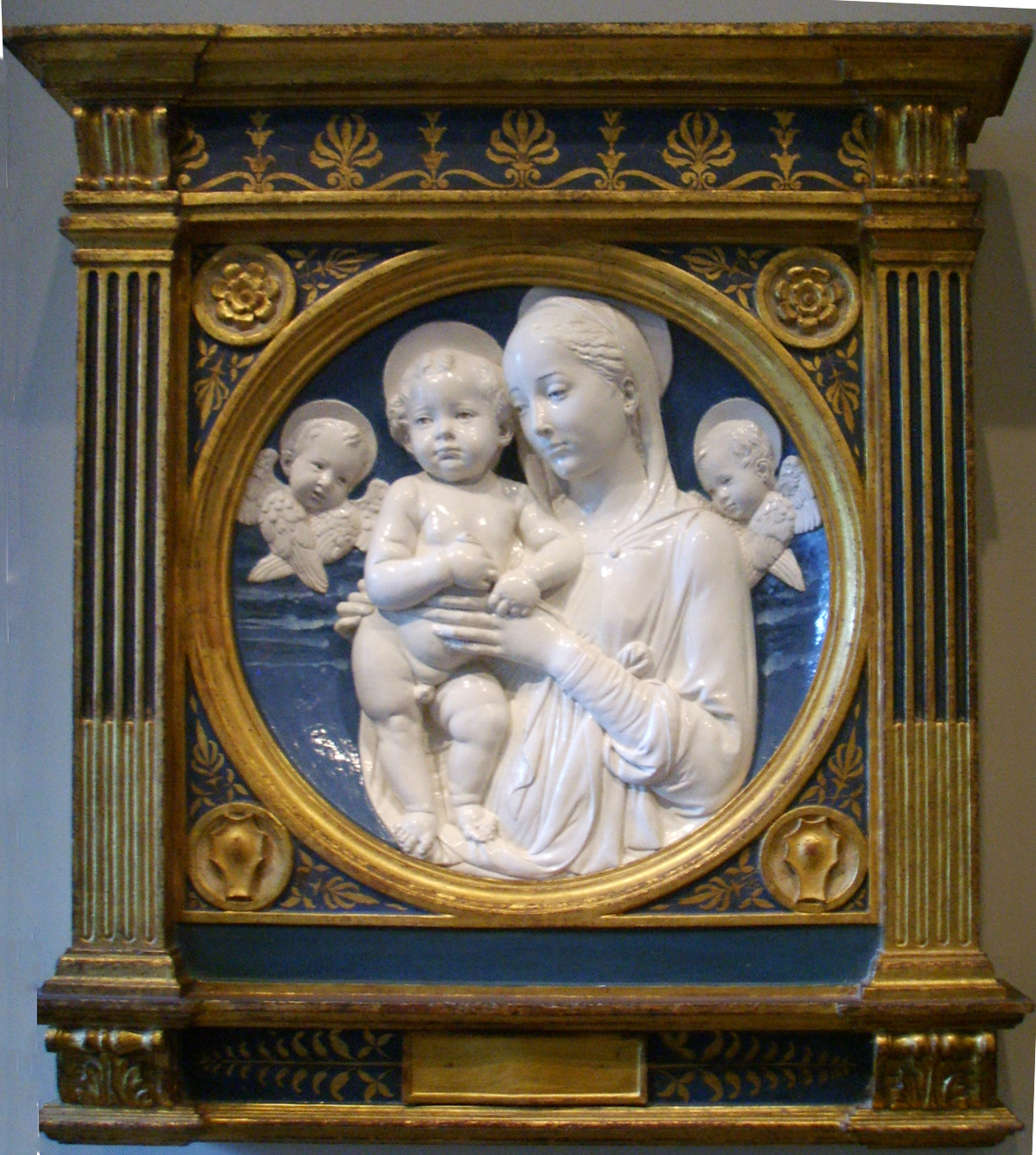
Мадонна з дитиною та херувімом, 1485
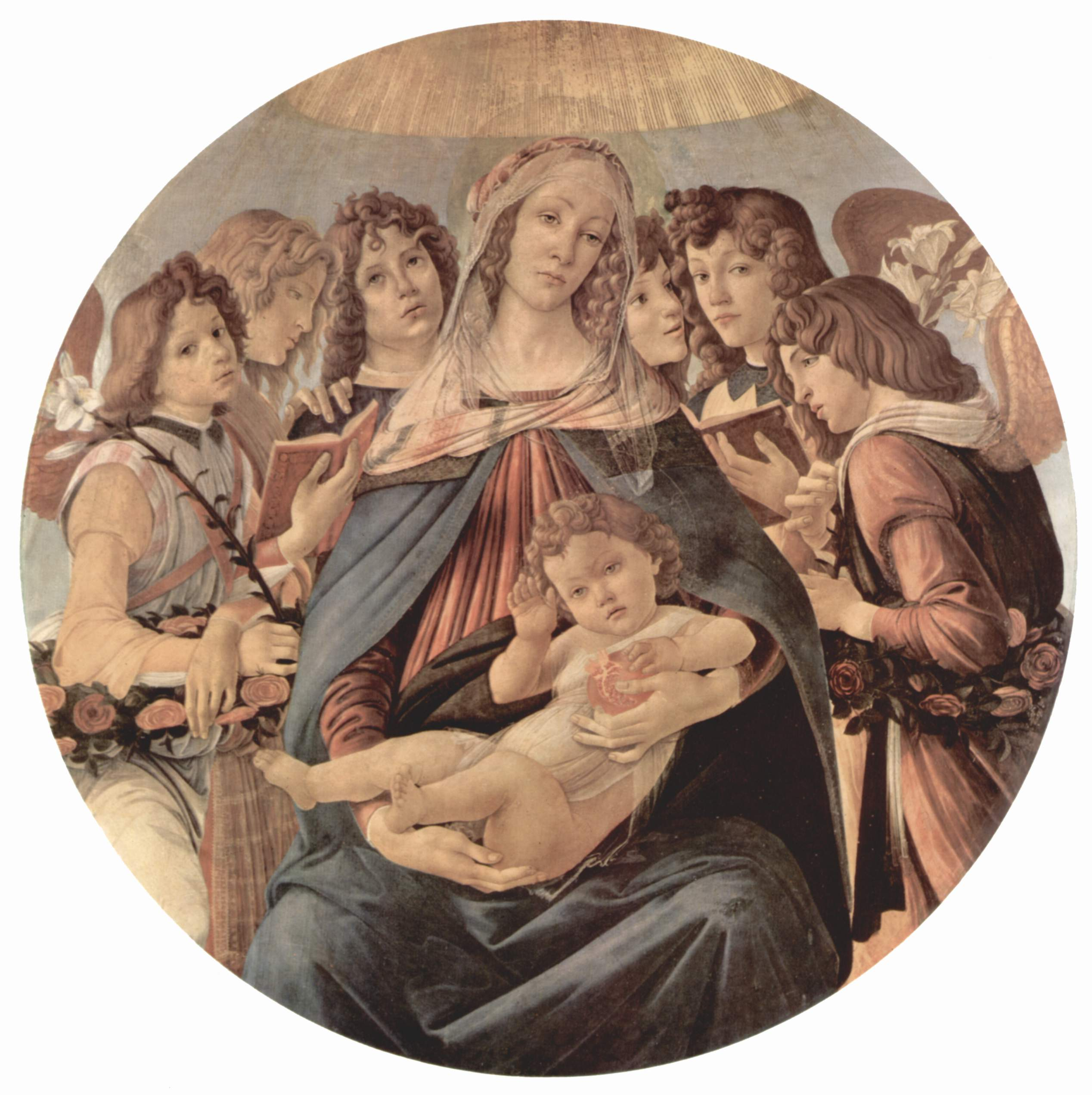
Гранатна Мадонна, Сандро Ботічеллі, Уффіці, бл. 1487, темпера на деревині, діаметр 143,5 см
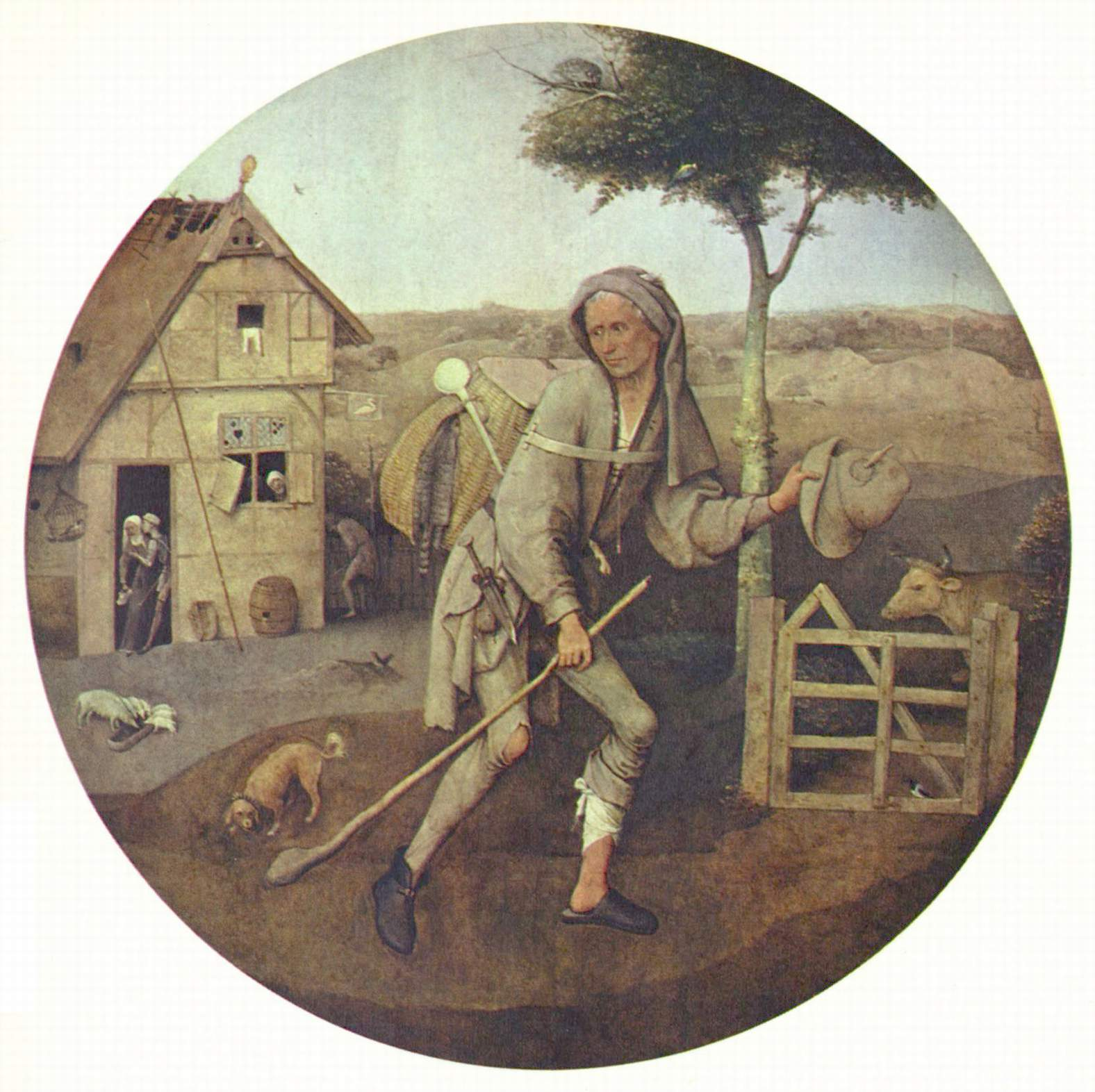
Блудний син, Ієронім Босх
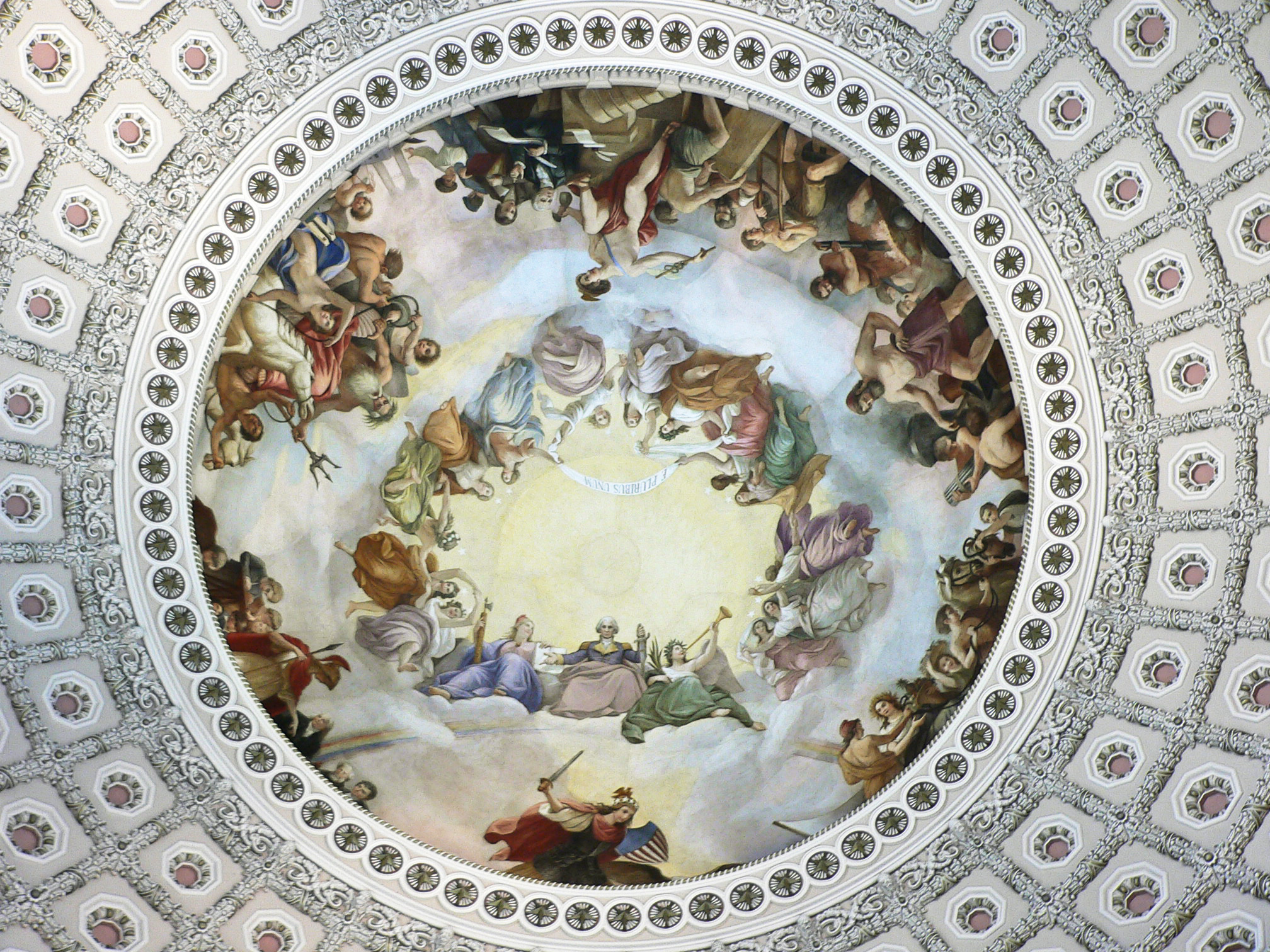
Апофеоз Джорджа Вашингтона
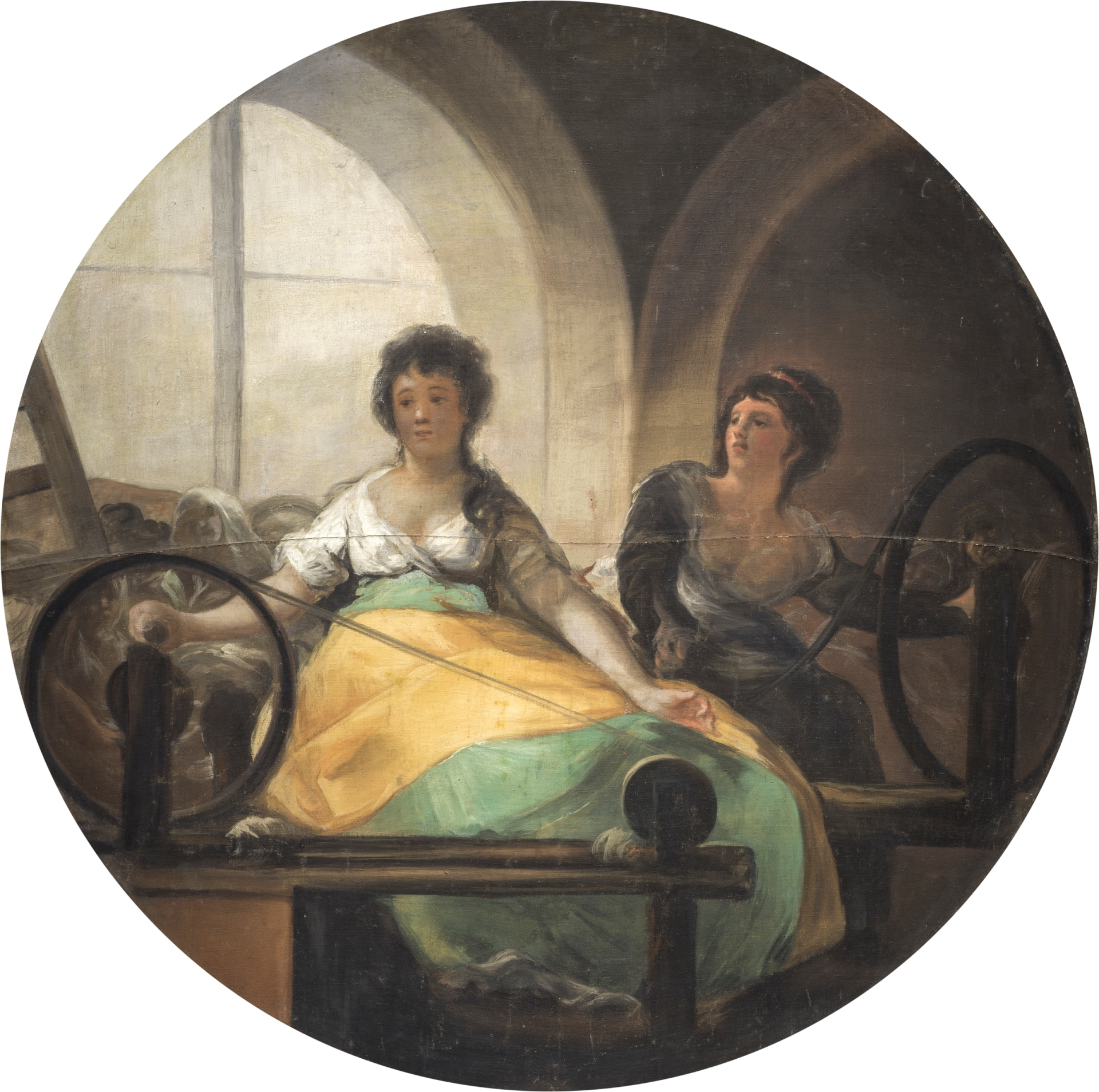
Алегорія промисловості, Франсіско Гойя.
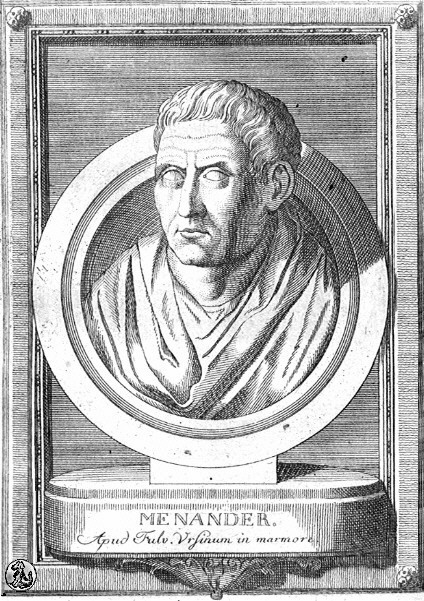
Тондо Менандра
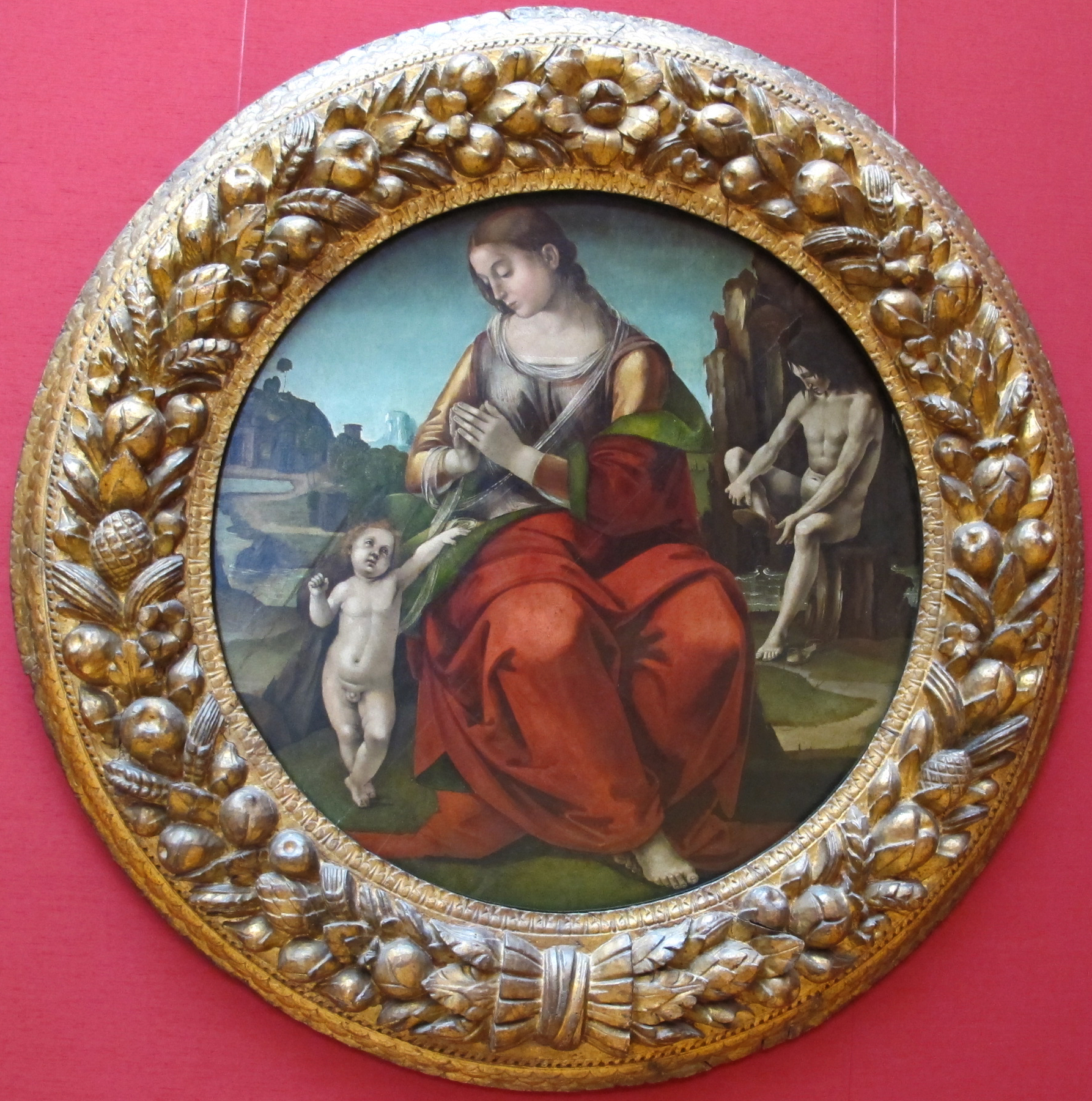
Мадонна з дитиною
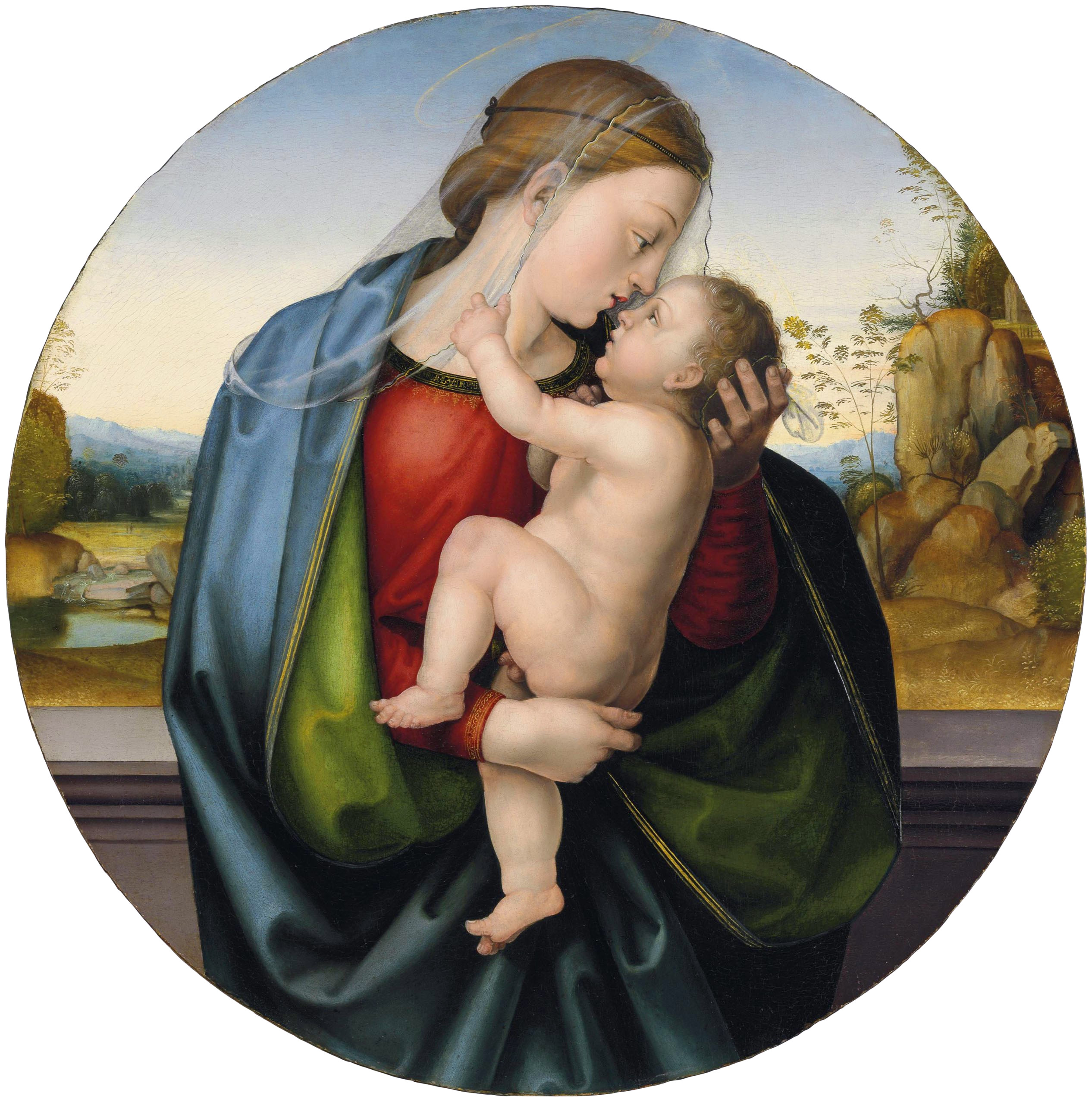
Мадонна з дитиною
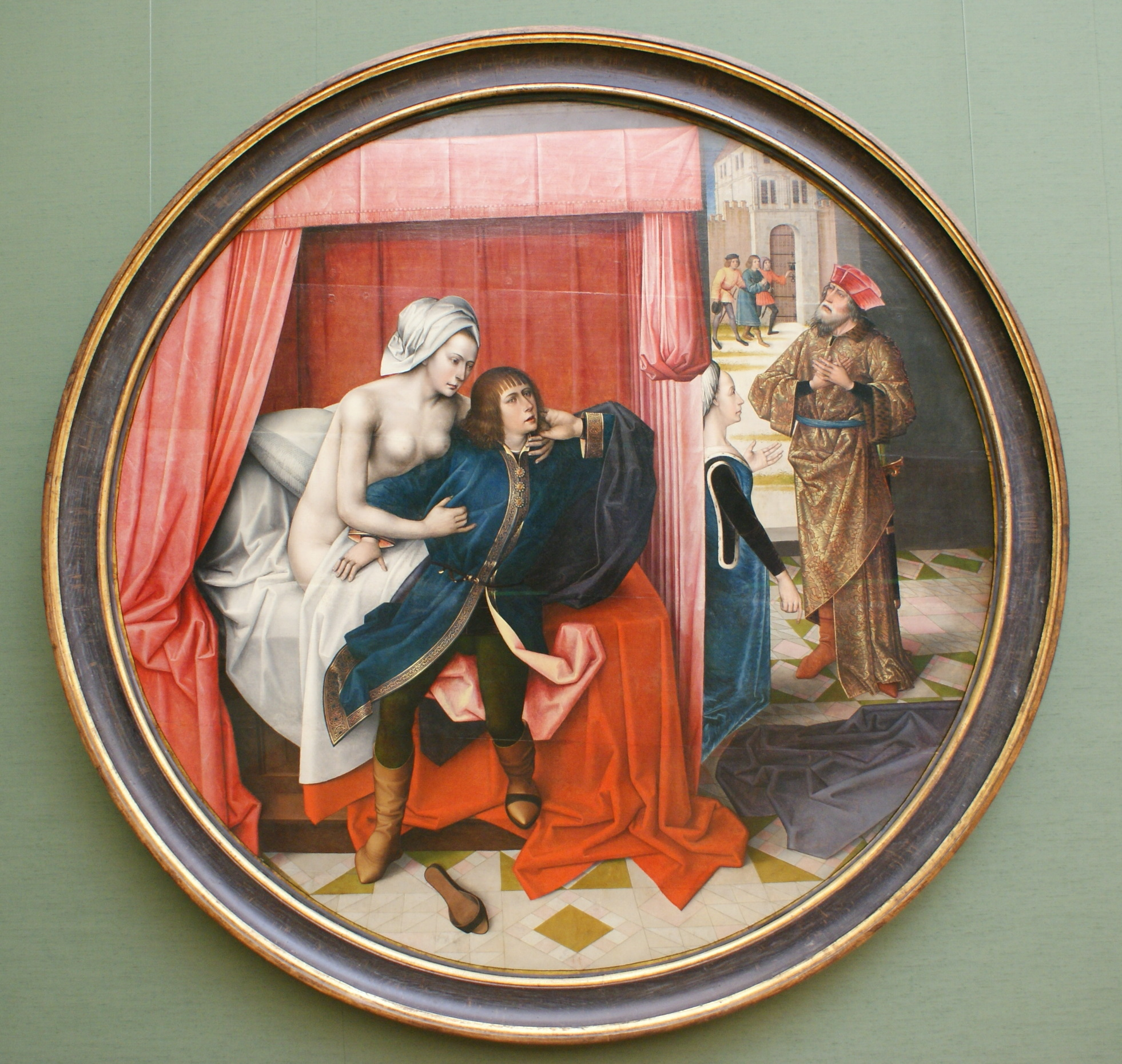
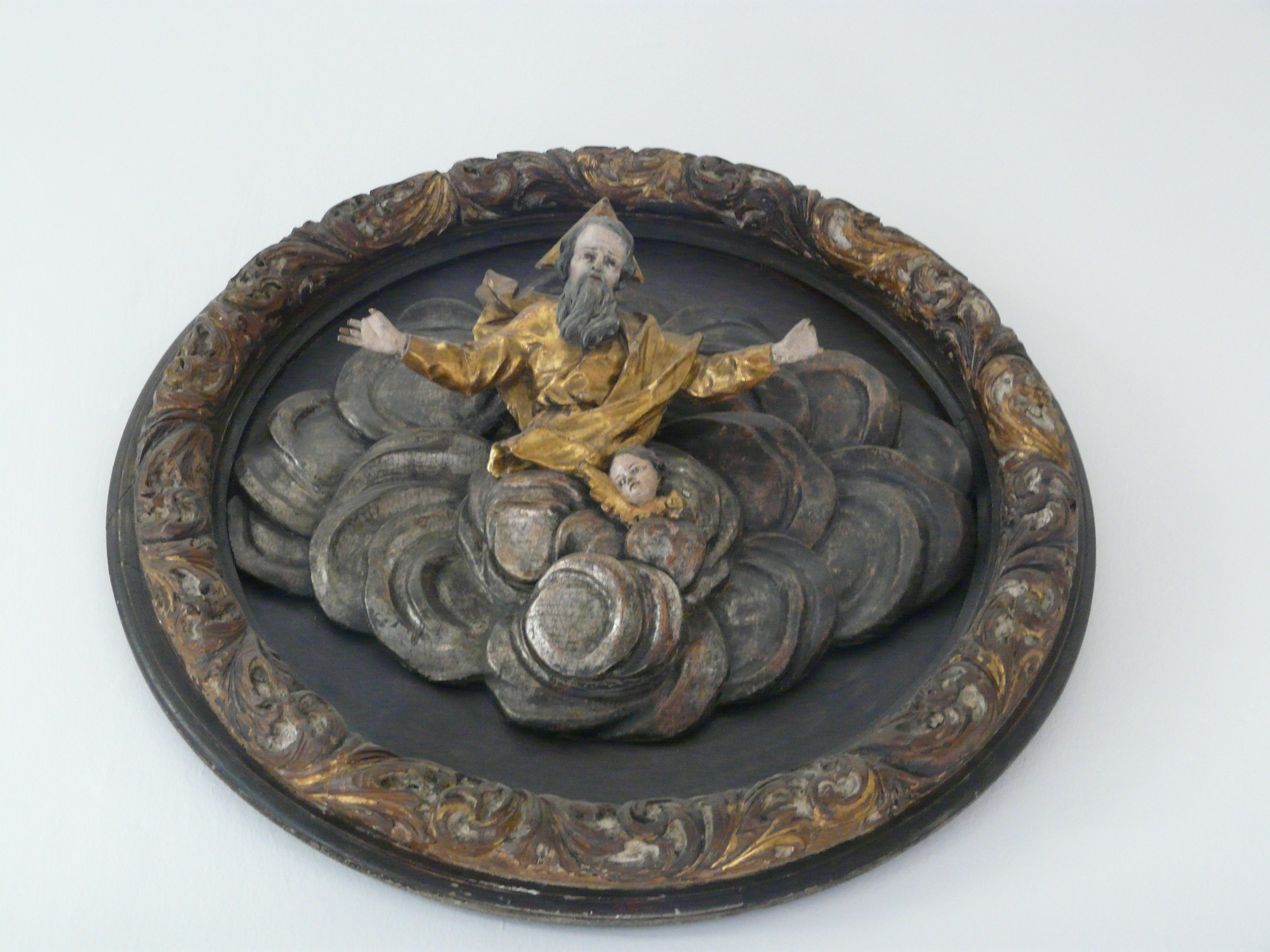
Тондо з Торуні